# Антисемітизм в Австро-Угорській імперії
Антисемітизм в Австро-Угорській імперії — це система висловлювань та заходів, метою яких був прояв нетерпимості до євреїв як етносу, а також явище суспільно-політичного життя Австро-Угорщини, яке сформувалося в другій половині ХІХ століття. Антисемітизм проявлявся в різних сферах публічного життя, зокрема у виступах політиків, законодавчих актах, що обмежували права євреїв, публіцистичних та художніх творах, де висловлювались антисемітські ідеї тощо.

## Передумови
В останній чверті ХІХ століття політична та економічна ситуація в Австро-Угорщині відзначалася нестабільністю. У травні 1873 року стався «Великий крах» — обвал економіки та акцій Віденської біржі. Найбільше постраждали дрібні вкладники. Іншим наслідком цієї події була дискредитація уряду, який складали ліберали. Вони, як з'ясувалося, активно були залучені в корупційні скандали. Водночас на цьому тлі почали набирати обертів антисемітські настрої. Як відзначають дослідники, «антикапіталізм, антилібералізм та антисемітизм тісно перепліталися одне з одним».
Особливо важливим у цьому зв'язку було зростання антисемітизму в політичному житті імперії. Так, найбільш завзятими антисемітами були представники німецько-націоналістичних політичних сил. Річ у тім, що лібералів, головних конкурентів націоналістів-консерваторів, активно підтримували єврейські фінансисти. Зокрема, євреї мали вагомий вплив на пресу лібералів. Тому виступи німецьких націоналістів проти євреїв спочатку відбувались в річищі антиліберальної пропаганди. Однак з часом, з кристалізацією політичних партій, які репрезентували ідеологію німецьких націоналістів, можна побачити, що антисемітизм почав ставати окремим складником їхньої ідеології.
Поширення антисемітизму було опосередковано пов'язано з розповсюдженням пангерманізму.

## Лінцька програма
Одним з перших політичних кроків в цьому керунку була Лінцька програма, укладена 1882 року представниками політичних сил, які згодом опиняться по різні боки барикад. Зокрема, в укладенні цього документу брав участь один з чільних діячів Християнсько-соціальної партії Карл Люгер та очільник німецьких націоналістів Георг Ріттер фон Шьонерер (1842—1921). Мета програми — виразити протест проти зростання в імперії Габсбургів політичного впливу слов'янських національностей, в чому укладачі документу бачили загрозу для німецьких позицій. «Ми протестуємо проти будь-яких спроб перетворити Австрію у слов'янську державу» — гласила одна з центральних тез програми. Пізніше, 1885 року, Шьонерер додав до цього документу сумнозвісний дванадцятий, або арійський параграф, який декларував обмеження прав в різних ділянках суспільного життя так званих «неарійських рас», зокрема євреїв. Серед іншого він писав в тексті параграфу: «для здійснення запланованих реформ необхідно виключити єврейський вплив з усіх сфер публічного життя» .
Прикметною рисою ідеології політичних партій німецьких націоналістів було поєднання антиклерикалізму з антисемітизмом, що видно з їхнього гасла: «без Іуди, без Риму муруємо ми собор Німеччини». Водночас німецькі націоналісти активно апелювали до популярних на той час в Європі расових теорій. Євреї, на їхню думку — це зіпсута раса, представники якої тільки тим і займалися, що чинили всілякі капості іншим расам. Євреїв порівнювали з паразитами, яких варто було би знищити. За будь-які сексуальні зв'язки між євреями та не-євреями німецькі націоналісти пропонували запровадити покарання

## В літературі
Цікавим свідченням того, як впливали західні ідеології на формування антисемітських настроїв серед освіченої частини населення імперії Габсбургів, є оповідання Івана Франка «Чиста раса». Один з героїв твору, угорський аристократ так характеризує євреїв як етнос: «ся раса пережила вже своє. То стара, зужита, проржавіла раса…». Франко особливо наголошує на переконаності угорця в своїх судженнях: «Він сказав це так рішуче, безапеляційно, що я й не думав сперечатися з ним». Ба більше, цей герой готовий проявляти свій антисемітизм не тільки на словах, але й на ділі. Це видно в епізоді сварки між угорцем та євреєм через люльку, яку останній курив в присутності інших пасажирів, дратуючи цим угорця. Закінчується тим, що він викидає люльку геть з вагону, ще й додає, звертаючись до єврея: «властиво, тебе самого треба було так викинути, як твою люльку, розумієш?»
Франко передав в цьому творі реальну тенденцію, яка простежується з поширенням антисемітизму в Австро-Угорщині з кінця 1870-х рр. Адже радикальні антисеміти часто не зупинялися на пасквілях та тирадах. Так, до прикладу, вже згадуваний Георг Ріттер фон Шьонерер виявляв свою ненависть до євреїв на практиці. У 1888 році він разом з однодумцями здійснив напад на редакцію єврейської газети, подаючи цю акцію як складову «боротьби з єврейською пресою». За цей хуліганський вчинок Ріттер був ув'язнений. Згодом за свої вчинки він був позбавлений дворянського титулу та на певний час депутатського мандату.
Також важливо, що ці прояви антисемітизму сусідили в світогляді подібних до героя Франка осіб з упередженнями стосовно інших етносів та націй, зокрема українців, що теж описує Франко у своєму творі. І водночас представники титульних націй, в даному разі, мадяр, протиставляли свою, чисту, націю (у слововжитку того часу «расу») «зіпсутій расі», наприклад євреям.  

## Роль преси
Важлива роль в розповсюдженні антисемітських настроїв в Австро-Угорщині належала часописам, насамперед періодичним виданням консерваторів. Під кінець ХІХ століття все частіше в журналах можна натрапити на публікації антисемітського характеру. Зокрема, в чільному органі консерваторів Vaterland можна натрапити на типові антисемітські статті, в яких порушується питання єврейської змови, метою якої є встановити «панування на християнським світом». Як правило, серед засобів, які євреї застосовували для цієї мети, журналісти вказували на єврейські гроші, капітали та газети. Лейтмотивом антисемітських публікацій стають подібні тези: «Все більше і більше християнський суспільний лад розкладається єврейством. Робітники та ремісники стікаються на фабрики, що належать євреям, земля передається в їхні руки, будинки стають їхньою власністю, а статки народу потрапляють в кишені євреям». Навіть у політиці, на думку газетярів, не обходилось без втручання євреїв, які вплинули на ухвалу виборчих законів, що відповідають їхнім інтересам, і таким чином мають намір зайняти панівне місце в австрійському політикумі. Зважаючи на такий стан справ, газетярі роблять невтішні висновки: «ще кілька років такого „поступу“ і Відень будуть називати новим Єрусалимом, а стара-добра Австрія перетвориться на Палестину».
Важлива роль в австрійському антисемітському русі кінця ХІХ століття належить Карлу Люгеру. За освітою юрист, Люгер зробив досить успішну політичну кар'єру, створивши 1893 року Християнсько-соціальну партію. Він уславився своїми популістськими промовами, в яких вдало поєднувались ідеї антисемітизму з засудженням економічної несправедливості. Ці виступи користувалися надзвичайною популярністю серед широких верств австрійського суспільства. Перебуваючи на посаді бургомістра Відня, Люгер провадив активну політику дискримінації євреїв, обмежуючи їх кількість у школах та університеті, а також створюючи перепони для євреїв, які хотіли влаштуватися на роботу в секторі послуг. Втім, дотримуючись словом і ділом антисемітських позицій, Люгер брав у свою команду євреїв. Так, коли він був бургомістром, його заступником став Юліус Порцер, який мав напівєврейське походження, також в адміністрації Люгера працював вихрест Макс Антон Лоєв. Свою позицію Люгер пояснював наступним чином: «Я сам вирішую, хто єврей». Дослідники пояснюють це явище тим, що Люгер «належав до епохи, коли вважалося можливим бути антисемітом на публіці, а „другом євреїв“ приватно» .
Що стосується сфери освіти, то тут також євреї зазнавали певних утисків від уряду. Так, наприклад усередині 1880-х рр. рейхсрат ухвалив закон, згідно з яким директор гімназії сповідував віру, до якої належали більшість студентів. Відтак для правовірних юдеїв ця посада стала практично недоступною
Таким чином, антисемітизм в Австро-Угорщині кінця ХІХ-початку ХХ століття слід розглядати в контексті тогочасних економічних та соціальних зрушень. Він утверджувався та поширювався різними акторами. Вагома роль у цьому процесі належала консервативним політичним партіям, зокрема німецьким націоналістам та Християнсько-соціальні партії. При цьому ключову роль відігравали лідери цих партій, Шьонерер та Люгер, які своїми промовами та харизматичною поведінкою ширили антисемітизм в масах. Відзначились в цьому процесі і газети, підпорядковані цим партіям, які були основними мас-медіями на той час. Антисемітизм як суспільне явище також знайшло відображення в літературі, зокрема в оповіданнях Івана Франка, який досить точно схопив та передав світоглядні установки пересічного освіченого мешканця поліетнічної Габсбургської імперії.